# TM1
IBM Cognos TM1 (anciennement Applix TM1) est un logiciel de planification d'entreprise utilisé pour mettre en œuvre la planification collaborative, de budgétisation et de prévision des solutions, ainsi que des applications d'analyse et de reporting. 

## Description
Les données dans IBM Cognos TM1 sont stockées et représentées comme des cubes OLAP multidimensionnels, avec les données stockées dans le niveau « feuille » (plus bas niveau dans l'arbre de hiérarchie des éléments). Des calculs sur les données sont réalisées en temps réel (par exemple, pour calculer un nombre total pour une hiérarchie dimensionnelle). IBM Cognos TM1 inclut un environnement d'orchestration de données pour accéder aux données et aux systèmes externes, ainsi que des fonctionnalités destinées à faciliter la planification d'entreprise et la réponse aux exigences budgétaires (par exemple TM1 supporte la définition d'un workflow pour gérer les ajustements budgétaires top down en s'appuyant sur des définitions de rôles par groupe d'utilisateurs, de hiérarchies, et de séquence d'événement).
Plusieurs nouvelles fonctionnalités ont été ajoutées à IBM Cognos TM1 9.5, la plus visible étant TM1 Contributor, qui combine un moteur OLAP et les capacités de planification de IBM Cognos Planning dans un client Web. Les autres caractéristiques comprennent une capacité Undo / Redo qui permet aux utilisateurs de stocker une collection de données et de revenir pas-à-pas sur les actions pour les annuler ; des listes prédéfinies de sélection pour les cellules afin de réduire la quantité de saisie manuelle de données ; des bacs à sable pour créer des scénarios de modélisation personnelles ; et les raccourcis de saisie de données. Une autre option pour la publication sur le Web de IBM Cognos TM1 est IBM Cognos TM1 Web, qui permet aux derniers utilisateurs de développer et publier des applications Web en utilisant Microsoft Excel comme support de création. IBM Cognos TM1 Web est développé en ASP.NET, et est compatible avec Microsoft Internet Explorer et Mozilla Firefox.
Avec sa gamme de produits phare TM1, Applix était le plus pur fournisseur OLAP parmi les éditeurs indépendants de logiciels de Business intelligence cotées en bourse  avant consolidation de l'industrie OLAP en 2007, et a eu le plus haut taux de croissance,.
La dernière version, IBM Cognos TM1 10.1, est devenue accessible au public le 7 février 2012.